# Lijst van universiteiten in Oceanië
Dit is een lijst van universiteiten in Oceanië.

## Australië

### National
- Australische Katholieke Universiteit ACU, NSW (Sydney): Noord-Sydney (MacKillop), Strathfield (Mount St. Mary); Qld: Brisbane (McAuley); ACT: Canberra (Signadou); Vic: Ballarat (Aquinas); Melbourne (St Patrick's).
- Universiteit van de Notre Dame Australië, Fremantle, Broome en Sydney.

### Australisch Hoofdstedelijk Territorium
- Australische Nationale Universiteit, Canberra
- Universiteit van Canberra, Canberra

### New South Wales
- Charles Sturt-universiteit, Bathurst, Wagga Wagga, Albury, Dubbo, Manly, Orange, Canberra
- Macquarie Universiteit, Sydney
- Universiteit van New England, Armidale
- University of New South Wales, Sydney, Canberra
- Universiteit van Newcastle (Australië), Newcastle, Callaghan, Ourimbah, Port Macquarie
- Southern Cross-universiteit, Coffs Harbour, Lismore, Tweed Heads
- Universiteit van Sydney, Sydney, Orange
- University of Technology Sydney (UTS)
- Universiteit van Western Sydney
- Universiteit van Wollongong

### Victoria
- Universiteit van Melbourne, Melbourne, Parkville
- Monash Universiteit, Melbourne (Clayton, Caulfield, Berwick, Peninsula, Parkville), Churchill (Gippsland) , Malaysia, South Africa
- Koninklijk Melbourne Instituut van de Farmacie, Melbourne (CBD, Brunswick, Bundoora), Vietnam (Hanoi, Ho Chi Minh City)
- Swinburne Universiteit van Technologie, Melbourne
- La Trobe Universiteit, Melbourne, Albury-Wodonga, Bendigo, Beechworth, Shepparton, Mildura, Mt Buller
- Deakin Universiteit, Geelong, Melbourne, Warrnambool
- Universiteit van Ballarat, Ballarat
- Victoria Universiteit, Melbourne

### Queensland
- Bond Universiteit, Gold Coast
- Centraal-Queensland Universiteit, Bundaberg, Gladstone, Mackay, Rockhampton en Brisbane.
- Griffith Universiteit, Brisbane en Gold Coast
- James Cook Universiteit, Townsville en Cairns
- Universiteit van Queensland, Brisbane
- Queensland Universiteit van Technologie, Brisbane
- Universiteit van Zuid-Queensland, Toowoomba
- Universiteit van de Sunshine Coast, Sunshine Coast

### West-Australië
- Curtin University, Perth.
- Edith Cowan University, Perth en Bunbury.
- Murdoch Universiteit, Perth
- Universiteit van West-Australië, Perth en Albany.
- Universiteit van Notre Dame Australia, Perth, Broome en Sydney.

### Zuid-Australië
- Universiteit van Adelaide, Adelaide, Waite en Roseworthy
- Cranfield Universiteit, Defence College of Management and Technology, Adelaide
- Flinders Universiteit, Adelaide
- Universiteit van Zuid-Australië, Adelaide en Whyalla
- Carnegie Mellon Universiteit, Heinz School Australië, Adelaide

### Tasmanië
- Universiteit van Tasmanië, Hobart en Launceston

### Noordelijk Territorium
- Charles Darwin Universiteit, Darwin en Alice Springs (voormalig Noordelijk Territorium-universiteit)

## Fiji
- Universiteit van de Zuidelijke Grote Oceaan, Suva
- Universiteit van Fiji, Lautoka
- Nationale Universiteit van Fiji, Suva

## Nieuw-Zeeland
- Universiteit van Auckland
- Technische Universiteit van Auckland
- Universiteit van Otago, Dunedin
- Victoria universiteit van Wellington, Wellington
- Universiteit van Lincoln
- Massey Universiteit, Palmerston North
- Universiteit van Canterbury, Christchurch
- Universiteit van Waikato, Hamilton